# بيتر بروك (مؤرخ)
بيتر بروك (1920-2006)، هو مؤرخ كندي مولود في إنجلترا ومتخصص في تاريخ السلامية وأوروبا الشرقية.

## حياته
وُلد بيتر بروك في جزيرة غيرنسي التابعة لجزر القنال الإنجليزي. رفض التقاليد العسكرية على الرغم من قدومه من عائلة عسكرية. تأثر بالأفكار السلمية أثناء فترة دراسته في كلية إكستر في أوكسفورد وخاصة الأفكار المتبناة من قبل بارت دي ليخت.
أعلن  نفسه كمعترض ضميري خلال الحرب العالمية الثانية وسُجن إثر ذلك لفترة قصيرة. أمضى ما تبقى من الحرب في الخدمة العسكرية البديلة، والتي تضمنت عمله في مستشفى.

عمل بروك بعد انتهاء الحرب العالمية الثانية في مهمة إغاثة تابعة للكويكرز في كل من ألمانيا وبولندا، ما أشعل اهتمامه بأوروبا الشرقية. قُبل بروك في الدراسات العليا لجامعة ياغيلونيا وحصل منها على شهادة الدكتوراه في التاريخ في 1950.
لكن، وعلى عكس الكثيرين منا، لم يكتف بيتر بالتخصص في تاريخ بلد واحد. فقد حصل على شهادة الدكتوراه الثانية من جامعة أوكسفورد في 1954 من خلال الدراسة التي نتج عنها نشر كتاب المذاهب السياسية والاجتماعية لوحدة الأخوة التشيك في القرن الخامس عشر وأوائل القرن السادس عشر (1957)، والذي جمع بين شغفه في السلام واهتمامه بشرق أوروبا الوسطى، وهو الذي استمر في دراسته لأمثلة عن السلمية في المنطقة. مضى بروك بعد تبحره في تاريخ التشيك إلى دراسة تاريخ الصوربيين والكاشوبيين والأوكرانيين والسلوفاكيين والهنغاريين، وقد جُمعت بعض هذه الدراسات في كتاب الثقافات الشعبية والشعوب الصغيرة: جوانب الصحوة الوطنية في شرق أوروبا الوسطى (1992) وفي كتاب الصحوة الوطنية السلوفاكية: مقال في التاريخ الفكري لشرق أوروبا الوسطى (1976). لم يثنه تعلم لغة أخرى عن استعمال المصادر الرئيسية للبحث عن موضوع مهتم فيه. عندما أبديت إعجابي بقدرته على تعلم اللغة الهنغارية، أجابني بطريقة مميزة ومتواضعة ودون تهكم وقال إنه يستطيع قراءة اللغة الهنغارية، لكنه لا يستطيع التكلم بها.
هاجر بروك لاحقًا إلى كندا واستقر هناك، وعمل في جامعة تورنتو منذ 1966.
تضمن عمل بروك المعني بدراسة الشعوب في أوروبا الشرقية دراسات مفصلة لتاريخ وثقافة البولنديين والتشيكيين والأوكرانيين. تعلم بروك لغات الشعوب التي كان يدرسها من أجل قراءة المواد المرجعية بهذه اللغات.
نتج عن دراسات بروك في السلمية  ثلاثية من الكتب وهي كل من  السلمية في الولايات المتحدة الأمريكية: من الحقبة الاستعمارية إلى الحرب العالمية الأولى (1968) ورواد المملكة المسالمة (1970). ظهر كتابه الأخير خلال المظاهرات المعارضة لتدخل الولايات المتحدة الأمريكية في فيتنام والتي أحيت اهتمام العامة بالسلمية والذي حقق «نجاحًا شعبيًا حاسمًا». قال المؤرخ روبرت شارف: «أصبح البروفيسور بروك من المراجع المعروفة في مجال السلمية في الحضارة الغربية»، وقال العالم السياسي مارتن سيدل: «لا تدين إيديولوجية لأكاديمي ما مثلما تدين السلمية لبيتر برون. يعود الفضل الكبير في إثراء هذا الجانب التاريخي إلى أعمال بروك البحثية، والذي بدأ في دراسته في وقت لم تكن فيه السلمية من المواضيع الدارجة».
نُشر إصدار منقح من الكتاب الثالث، السلمية في القرن العشرين، في 1999 بالاشتراك مع نايجل يونغ.